# Wales (Alaska)
Wales ist ein Ort mit dem Status einer City in der Nome Census Area in Alaska. Das U.S. Census Bureau hatte bei der Volkszählung 2020 eine Einwohnerzahl von 168 ermittelt. Das Eskimo-Dorf liegt im Inupiaq-Sprachenraum.

## Geographie
Wales befindet sich im Nordwesten von Alaska an der Westküste der Seward-Halbinsel. Wales befindet sich nahe dem westlichsten Punkt der Seward-Halbinsel. Der Ort liegt etwa einen Meter über dem Meeresspiegel. Wales befindet sich 175 km nordwestlich vom Verwaltungszentrum Nome. Wales verfügt über einen Flugplatz.

## Geschichte
Mitte des 19. Jahrhunderts entwickelte sich Wales zu einem wichtigen Stützpunkt für den Walfang in der Region. 1890 errichtete 
die American Missionary Association eine Mission an dem Ort. 1894 kam eine Rentier-Station hinzu. Im 20. Jahrhundert verlor Wales an wirtschaftlicher Bedeutung zugunsten von Nome und Kotzebue. Die Eingeborenen-Population litt in der Zeit an zahlreichen Epidemien, darunter die Spanische Grippe. 1964 erhielt Wales den Status einer „City“. Die Bevölkerung im Ort pflegt heute noch die traditionelle Walfang-Kultur mit Liedern, Tänzen und anderen Bräuchen.
Die Bevölkerung von Wales hat eine gemischte Ökonomie, sowohl mit Geld- als auch Subsistenzwirtschaft. Erstere bezieht sich auf Anstellungen bei lokalen Behörden. Die Subsistenzwirtschaft beruht auf Walen, Walrossen, Eisbären, Elchen, Moschusochsen, Karibu, Muscheln, Krabben, Lachsen und weiteren Fischen. Der Verkauf und die Einfuhr von Alkohol sind in Wales verboten.

## Demografie
Zum Zeitpunkt der Volkszählung im Jahre 2020 (U.S. Census 2020) hatte Wales 168 Einwohner auf einer Landfläche von 5,97 km². Von den Einwohnern waren 11 Weiße, 146 amerikanisch-indianischer Abstammung sowie drei Asiaten.
Beim Zensus im Jahr 2000 wurden 152 Einwohner gezählt, 2010 waren es 145.